# Track and Field News
Track and Field News est un magazine spécialiste de l'athlétisme aux États-Unis de l'université au plus haut niveau national et couvrant les principaux rendez-vous internationaux. Le magazine s'est auto-proclamé "la Bible du Sport".
Le magazine est créé en 1948 par les frères Bert Nelson et Cordner Nelson. E. Garry Hill est l'éditeur du magazine. Sieg Lindstrom est l'éditeur en chef.
Chaque année les classements mondiaux du magazine des meilleurs athlètes sont coordonnées par l'équipe d'édition en étroite collaboration avec une équipe internationale de spécialistes.
Il décerne chaque année le trophée masculin et féminin de l'athlète de l'année.